# Parella
Parella is een gemeente in de Italiaanse provincie Turijn (regio Piëmont) en telt 458 inwoners (31-12-2004). De oppervlakte bedraagt 2,8 km², de bevolkingsdichtheid is 164 inwoners per km².

## Demografie
Parella telt ongeveer 237 huishoudens. Het aantal inwoners daalde in de periode 1991-2001 met 2,3% volgens cijfers uit de tienjaarlijkse volkstellingen van ISTAT.
| Jaar | Inwoneraantal |
| ---- | ------------- |
| 1991 | 484           |
| 2001 | 473           |

## Geografie
Parella grenst aan de volgende gemeenten: Castellamonte, Lugnacco, Loranzè, Colleretto Giacosa, Quagliuzzo, San Martino Canavese.
1. ↑  https://demo.istat.it/?l=it.